# Соуза, Лусиано де
Лусиано де Соуза, или просто Лусиано (род. 21 августа 1972 года в Волта-Редонде) — греко-бразильский футболист и футбольный тренер. Его основными достоинствами были техника и точный удар со штрафного, наряду с дальними ударами.
После начала карьеры в Бразилии с «Сантосом» Лусиано провёл почти всю свою карьеру в Греции (за исключением двух сезонов на соседнем Кипре). Самым успешным в его карьере был период в «Олимпиакосе» с 1998 по 2001 год, где он выиграл три чемпионата и один кубок, участвовал в Лиге чемпионов.
Он также представлял ряд других греческих клубов, в том числе в 2009 году помог «ПАС Янина» подняться в высший дивизион. Лусиано завершил карьеру игрока в «Каллони», в этом же клубе начал карьеру тренера.
Лусиано владеет тремя языками: греческим, португальским и испанским.

## Достижения
«Олимпиакос»
- Чемпионат Греции: 1999, 2000, 2001
- Кубок Греции: 1999

«ПАС Янина»
- Греческая футбольная лига: 2009